# André Maugenet
André Maugenet (1904-1943?)  fut, pendant la Seconde Guerre mondiale, un agent secret français du Special Operations Executive.

## Identités
- État civil : André Adrien Jules Maugenet
- Comme agent du SOE, section F :
  - Nom de guerre (field name) : « Benoît »
  - Nom de code opérationnel : THATCHER (en français COUVREUR)
  - Pseudo : André Adrien Jules Rouvray

Situation militaire : SOE, section F, General List ; grade : lieutenant ; matricule : 211681.
Pour accéder à une photographie d’André Maugenet, se reporter au paragraphe  Sources et liens externes en fin d’article.

## Famille
- Ses parents : Jules et Henriette Maugenet
- Sa première femme : Hermine Pollet. Mariage en 1927. Deux filles : Josette et Jeanine
- Sa femme : Anne Maugenet, Woodside Green, Essex.

## Éléments biographiques
André Maugenet naît le 28 décembre 1904 à Déols (Indre).
Mission en France.
Définition de la mission : il vient rejoindre le réseau ACROBAT.
Il est amené en avion dans la nuit du 15 au 16 novembre 1943. Paul Pardi, Jean Menesson et lui vont prendre le train pour Paris. Ils sont suivis jusqu'à la gare. Comme ils choisissent de voyager dans trois compartiments différents, ils gênent les deux personnes qui les suivent. Mais, arrivés à la gare de Paris-Montparnasse, ils se retrouvent et sont alors arrêtés tous les trois. Paul Pardi et Jean Menesson ne parlent pas. Mais il semble qu'André Maugenet parle, car les suites sont graves pour le réseau STOCKBROCKER, avec l'arrestation de Diana Rowden et John Young.
Il aurait été exécuté le 15 novembre 1943, à Gross-Rosen. Il a 38 ans.

## Reconnaissance

### Distinction
Sainsbury ne mentionne aucune distinction [point à vérifier].

### Monuments
- En tant que l'un des 104 agents du SOE section F morts pour la France, André Maugenet est honoré au mémorial de Valençay (Indre).
- Brookwood Memorial, Surrey, panneau 22, colonne 1.
- Au mémorial du camp de concentration de Gross-Rosen, situé près de Rogoźnica (Pologne), une plaque honore la mémoire des dix-neuf agents de la section F qui y ont été exécutés en août-septembre 1944, dont André Maugenet. Réalisée en granit local, en provenance d'une carrière où devaient travailler les détenus, elle a été élevée sur l'initiative du Holdsworth Trust.